# Бегълци, в търсене на свобода
Бегълци, в търсене на свобода (на испански: Fugitivas, en busca de la libertad) е мексиканска теленовела, режисирана от Хорхе Роблес и Сантяго Барбоса и продуцирана от Лусеро Суарес за ТелевисаУнивисион през 2024 г. Версията, разработена от Лусеро Суарес и Химена Меродио, е базирана на чилийската теленовела от 2016 г. Красив, създадена от Диего Муньос.
В главните роли са Даниела Алварес, Сачи Тамаширо, Росио де Сантяго, Марлен Калб, Арап Бетке и Ерика Буенфил.

## Сюжет
Лорена Мартинес е несправедливо осъдена на 45 години затвор, след като е обвинена в убийството на Хуан Пабло, лъжлив и лицемерен мъж, който я принуждава да бъде негова съюзница. Процесът срещу нея е манипулиран с фалшиви доказателства, тъй като истинският убиец е на свобода.
В затвора Лорена среща Лисет Пара, Фрида Сеговия и Монсерат Торес, които започват противоречива връзка. Заедно те измислят отлична стратегия да отслабят пазачите на затвора и да избягат в новогодишната нощ с няколко други затворници, подпомогнати от Марта Пинеда.
Те веднага се превръщат в най-търсените бегълци в страната. Случаят е възложен на прокурор Исмаел Домингес, любовник на Лорена, която изоставя, след като твърдо вярва, че тя е убила най-добрия му приятел Хуан Пабло.
Тези съюзници преминават през различни опасности, за да избегнат правосъдието, бягайки на различни места с помощта на различни герои, променяйки външния си вид и подкрепяйки се взаимно, създавайки голямо приятелство помежду си. По-конкретно, Лорена се бори в лицето на трудностите, за да докаже невинността си с помощта на Алехандро Кастийо, който ѝ връща възможността да има бъдеще.

## Актьори
- Арап Бетке – Алехандро Кастийо
- Ерика Буенфил – Марта Пинеда
- Сесар Евора – Патрисио Рохас
- Хуан Мартин Хауреги – Исмаел Домингес
- Артуро Кармона – Николас Артеага
- Даниела Алварес – Лорена Мартинес
- Гийермо Кинтания – Артуро Маркес
- Мария Алисия Делгадо – Чаро Ернандес
- Сачи Тамаширо – Фрида Сеговия
- Едса Рамирес – Аманда Рохас
- Росио де Сантяго – Лисет Пара
- Марлен Калб – Монсерат Торес
- Крис Паскал – Дарио Естрада
- Полет Ернандес – Флоренсия Маркес
- Флор Мартино – Вероника Линарес
- Алдо Гера – Ерик Сотомайор
- Лус Едит Рохас – София
- Хема Гароа – Кармен Лопес
- Едуард Кастийо – Висенте Маркес
- Мишел Пелисер – Габриела Мартинес
- Алекс Карабиас – Матиас Естрада
- Сурхи Абрего – Мелания
- Карло Гера – Хуан Пабло Кореа
- Дари Ромо
- Ана Патрисия Рохо – Естер Суарес

## Премиера
Премиерата на „Бегълци, в търсене на свобода“ е на 1 юли 2024 г. по Las Estrellas. Последният 80. епизод е излъчен на 18 октомври 2024 г.
| Година | Излъчване              | Брой епизоди | Премиера   | Премиера         | Финал            | Финал            |
| Година | Излъчване              | Брой епизоди | Дата       | Зрители (в млн.) | Дата             | Зрители (в млн.) |
| ------ | ---------------------- | ------------ | ---------- | ---------------- | ---------------- | ---------------- |
| 2024   | понеделник-петък 20:30 | 80           | 1 юли 2024 | 3.22             | 18 октомври 2024 | 3.11             |

## Продукция
През декември 2023 г. е съобщено, че Лусеро Суарес ще продуцира римейк на чилийската теленовела от 2016 г. Красив, като работното заглавие на теленовелата е Бегълци. Снимките започват на 26 февруари 2024 г., като Бегълци, в търсене на свобода е официалното заглавие на теленовелата.

### Кастинг
Скарлет Грубер първоначално е обмисляна за една от четирите главни роли, но по-късно отпада. На 26 февруари 2024 г. Сачи Тамаширо, Даниела Алварес, Росио де Сантяго и Марлен Калб са обявени за главните роли, като останалата част от актьорския състав също е съобщена.

## Версии
- Красив (оригинална история), чилийска теленовела от 2016 г., продуцирана от Ервал Абреу за Канал Тресе, с участието на Лорето Аравена, Пабло Макая, Пауло Брунети, Пас Баскунян, Кристиан Ариагада и Сузана Идалго.